# Feel...
「feel...」為倖田來未於2004年3月24日發行之音樂錄影帶DVD。DVD單片裝。

## 解說
- 本DVD為倖田來未第2張音樂錄影帶DVD。
- 特典影像收錄特別訪談以及秘藏圖片。

## 曲目
1. COME WITH ME
2. Gentle Words
3. Crazy 4 U
4. Special Interview（特別訪談）